# Wakil Kohsar
Wakil Kohsar est un photojournaliste né 1985 en Afghanistan, dans la vallée du Panchir.
Chef photo de l’Agence France Presse en Afghanistan, il a reçu prix Polka du Photographe de l’année en 2021 et le Prix de la Fondation Varenne en 2022.

## Biographie
Wakil Kohsar est né 1985 en Afghanistan, dans la vallée du Panchir. Pendant l’invasion soviétique de l'Afghanistan, il s’exile avec sa famille au Pakistan.
En 2004, de retour dans son pays Wakil acquiert un appareil photo « un outil que je pense plus efficace [qu’une arme] pour lutter pour la paix et la liberté », et couvre la première élection présidentielle démocratique de son pays. Il est arrêté par la police et emprisonné, ce qui renforce sa conviction et sa motivation de travailler comme photographe de presse.
Il suit ensuite des cours de photojournalisme à Kaboul, au « Centre culturel et médiatique Aina » créé par Reza et Manoocher Deghati. Il collabore avec de nombreux médias afghans et internationaux.
Il travaille pour l’Agence France Presse depuis 2012 dont il est le responsable photo pour l’Afghanistan après avoir succédé à Shah Marai, tué en 2018 dans un double attentat terroriste.
Lors de la chute de Kaboul le 15 août 2021, Wakil Kohsar couvre l’arrivée des Talibans dans la capitale afghane et l’évacuation de la population à l’aéroport de la ville. Ce travail lui vaut d’être récompensé par le « prix Polka du Photographe de l’année » et le « prix de la Fondation Varenne ».
En mars 2022, Wakil Kohsar est l’un des derniers journalistes afghans à encore travailler sur place.

## Exposition
Liste non exhaustive
- 2022 : « Afghanistan - Une histoire douloureuse », Festival photo La Gallicy[2]

## Publication
- « Focus : le regard des photographes de l'AFP », collectif, Paris, Éditions La Découverte, 200 p., 2021

## Prix et récompenses
Liste non exhaustive
- 2021 : Prix Polka du Photographe de l’année[1]
- 2022 : Prix de la Fondation Varenne, pour sa photographie d’un soldat américain pointant son arme sur un civil afghan[4],

## Documentaire
- « Frame by Frame », documentaire réalisé par Alexandria Bombach, Mountainfilm, 85 min. 2015[5],[6]